# Hôtel Raoul
Hôtel Raoul byl městský palác v Paříži. Nacházel se v historické čtvrti Marais ve 4. obvodu na adrese 6, Rue Beautreillis. Palác byl zbořen v roce 1961.

## Historie
Palác si nechal na počátku 19. století postavit Jean-Louis Raoul, průmyslový výrobce vápna v Amboise. Palác byl v roce 1810 postaven částečně s využitím původního stavebního materiálu z bývalého paláce Zamet zbořeného v roce 1714. Využity byly i hodiny z roku 1640. Hôtel Raoul byl zbořen v roce 1961. Z paláce zůstaly pouze portál vystupující výrazně do ulice a hodiny umístěné na budově č. 6.